# 2017年天文學
|        | 天文學歷史 \| 天文學歷史年表 |
| 世纪： | 20世纪天文學 \| 21世纪天文學 \| 22世纪天文學 |
| 年代： | 1980年代天文學 \| 1990年代天文學 \| 2000年代天文學 \| 2010年代天文學 \| 2020年代天文學 \| 2030年代天文學 \| 2040年代天文學                                                   |
| 年份： | 2012年天文學 \| 2013年天文學 \| 2014年天文學 \| 2015年天文學 \| 2016年天文學 \| 2017年天文學 \| 2018年天文學 \| 2019年天文學 \| 2020年天文學 \| 2021年天文學 \| 2022年天文學 |
| 纪年： | 丁酉年（鸡年）、中華民國106年 |

## 1月

### 1月天象
- 1月1日：15h22m 海王星合火星，海王星在火星北方0.02度。
- 1月2日：17h19m 金星合月，金星在月球南方 1.9 度。17h36m 智神星合月，智神星在月球北方 4.75 度。
- 1月3日：12h13m 海王星合月，海王星在月球南 0.4 度，月掩海王星。14h46m 火星合月，火星在月球南方 0.4 度。～22h 象限儀座流星雨極大期(ZHR~120)
- 1月4日：22h18m 地球過近日點，日地距離 0.983309698AU。
- 1月5日：11h56m 小寒。
- 1月6日：3h47m 上弦。10h8m天王星合月，天王星在月球北方 3.3 度。19h15m 穀神星合月，穀神星在月球南方 3.4 度。
- 1月7日：14h45m 冥王星合。
- 1月8日：水星留。
- 1月9日：22h31m 畢宿五合月，畢宿五在月球南方 0.4 度。月掩畢宿五、金牛座θ¹。
- 1月10日：14h01m 月球過近地點，月地距離 363238公里。
- 1月11日：
- 1月12日：19h34m 望。21h18m 金星東大距(日距角47.1度，視亮度-4.6等)。
- 1月13日：0h13m 北河三合月，北河三在月球北方10.1度。9h08m 灶神星合月，灶神星在月球北 5.6度。10h22m 海王星合金星，海王星在金星南方0.4度。
- 1月14日：
- 1月15日：12h31m 軒轅十四合月，軒轅十四在月球北方0.8度。月掩獅子座ρ。
- 1月16日：
- 1月17日：
- 1月18日：8h38m 灶神星衝(視亮度6.2等)。
- 1月19日：13h27m 木星合月，木星在月球南方2.7度。13h38m 角宿一合月，角宿一在月球南方6.4度。17h43m 水星西大距(日距角 24.1度，視亮度-0.2等)。
- 1月20日：5h24m 大寒。6h13m 下弦。
- 1月21日：5h13m 角宿一合木星，角宿一在木星南方3.68度。
- 1月22日：8h14m 月球過遠地點，地月距離404914公里。
- 1月23日：11h53m 心宿二合月，心宿二在月球南方9.9度。
- 1月24日：18h18m 土星合月，土星在月球南方3.6度。
- 1月25日：1h00m 婚神星合月，婚神星在月球北方5.9度。
- 1月26日：8h44m 水星合月，水星在月球南方3.7度。18h04m 冥王星合月，冥王星在月球南方2.8度。
- 1月27日：
- 1月28日：8h07m 朔。
- 1月29日：
- 1月30日：1h19m 冥王星合水星，冥王星在水星北方1.2度。15h52m 智神星合月，智神星在月球北方3.3度。19h25m 海王星合月，海王星在月球南方0.2度。
- 1月31日：22h34m 金星合月，金星在月球北方4.1度。

### 1月行星動態
- 水星：在人馬座，逆行，8 日留之後順行。19 日西大距，約於5:02升起，方位角114度。視亮度由3.3等升至-0.2等。視直徑由 8.0"減至6.5"。
- 金星：由寶瓶座到雙魚座，順行。12日東大距，約9:25西末。視亮度由-4.4等升至-4.7等。視直徑由24.0"增至26.9"。
- 火星：由寶瓶座至雙魚座，順行。日沒後在西南方可見，約9:30西末。視亮度由0.9等降至1.0等，視直徑由5.6"減至5.4"。
- 木星：在室女座，順行。於子夜前東昇。視亮度由-2.0等升至-2.1等，視直徑由36.6"增至37.7"。
- 土星：在蛇夫座，順行。上旬約於凌晨5:00升起，下旬提前至約4:00升起。視亮度0.5等，視直徑由15.2"增至15.4"。
- 天王星：在雙魚座，順行。視亮度5.8等，視直徑3.5"。
- 海王星：在寶瓶座，順行。視亮度7.9等，視直徑2.2"。

## 2月

### 2月天象
- 2月1日：9h09m 火星合月，火星在月球北方2.3度。
- 2月2日：16h14m 天王星合月，天王星在月球北方3.5度。
- 2月3日：9h33m 穀神星合月，穀神星在月球南方1.0度。23h34m 立春。
- 2月4日：12h19m 上弦。
- 2月5日：
- 2月6日：5h38m 畢宿五合月，畢宿五在月球南方0.2度。22h02m 月球過近地點，月地距離368816公里。
- 2月7日：木星留。
- 2月8日：～8h30m 半人馬座α流星雨極大期(ZHR~6)。
- 2月9日：7h29m 灶神星合月，灶神星在月球北方7.2度。9h37m 北河三合月，北河三在月球北方10.1度。
- 2月10日：
- 2月11日：8h33m 望(半影月食，臺灣不可見)。22h29m 軒轅十四合月，軒轅十四在月球北方0.8度。
- 2月12日：
- 2月13日：
- 2月14日：
- 2月15日：22h57m 木星合月，木星在月球南方2.7度。
- 2月16日：
- 2月17日：
- 2月18日：19h31m 雨水。
- 2月19日：3h33m 下弦。5h14m 月球過遠地點，月球距離地球404376公里。20h1m 心宿二合月，心宿二在月球南方10.0度。
- 2月20日：
- 2月21日：7h25m 土星合月，土星在月球南方3.6度。
- 2月22日：1h26m 婚神星合月，婚神星在月球北方7.0度。
- 2月23日：4h19m 冥王星合月，冥王星在月球南方2.8度。
- 2月24日：0h13m 角宿一合木星，角宿一在木星南方3.8度。
- 2月25日：
- 2月26日：10h25m 水星合月，水星在月球南方2.5度。22h58m 朔(日環食，臺灣不可見)。
- 2月27日：5h00m 海王星合月，海王星在月球南方0.1度。16h01m 天王星合火星，天王星在火星南0.6度。16h58m 智神星合月，智神星在月球北方2.0度。
- 2月28日：

### 2月行星動態
- 水星：由人馬座經摩羯座到寶瓶座，順行。上旬約5.5時於東南方升起，日出時高度約10°；下旬於日出時在東南方高度約3°。視亮度由-0.3增光至-0.7 等，視直徑由5.2"減至5.0"。
- 金星：在雙魚座，順行。上旬日沒時在西南方，高度約40°，約21時沒；下旬於日沒時在西南方，高度約35°，約21時沒。視亮度-4.8 等，視直徑由 35.5"等增至41.4"。
- 火星：在雙魚座，順行。上旬日沒時在西南方，高度約45°，約21.5時沒；下旬於日沒時在西南方，高度約45°，約21時沒。視亮度由1.2等減至1.3 等，視直徑由4.9"減至4.7"。
- 木星：由室女座到人馬座，順行，7 日留，之後逆行。上旬約於22東昇，日出時在南方，高度約55°；下旬約21.5時東昇，日出時在南方，高度約35°。視亮度由-2.2升至-2.3等，視直徑由40.2"增至41.3"。
- 土星：由蛇夫座到人馬座，順行。上旬約凌晨3時升起，日出在東南方，高度約35°；下旬約2時升起，日出時在東南方，高度約40°。視亮度0.5 等，視直徑由15.6"增至16.0"。
- 天王星：在雙魚座，順行。上旬於日沒時在西南方，高度約60°，約22時沒；下旬於日沒時在西南方，高度約50°，約 21.5時沒。視亮度5.9 等，視直徑由3.5"減至3.4"。
- 海王星：在寶瓶座，順行。上旬於日沒時在西南方，高度約15°，約19.5時沒；下旬於日沒時在西南方，高度約5°，約18時沒。視亮度 8.0 等，視直徑2.2"。

## 3月

### 3月天象
- 3月1日：3h59m 金星合月，金星在月球北方10.3度。
- 3月2日：0h12m 天王星合月，天王星在月球北方3.6度。2h58m 火星合月，火星在月球北方4.3度。10h44m 海王星合。金星留。
- 3月3日：4h45m 穀神星合月，穀神星在月球北方0.9度。15h33m 月球過近地點，月球距離地球369,062公里。
- 3月4日：14h22m 海王星合水星，海王星在水星北方1.1度。
- 3月5日：11h3m 畢宿五合月，畢宿五在月球南方0.2度。17h33m 驚蟄。19h32m 上弦。
- 3月6日：
- 3月7日：8h29m 水星外合。灶神星留。
- 3月8日：9h38m 灶神星合月，灶神星在月球北方8.0度。16h28m 北河三合月，北河三在月球北方10度。
- 3月9日：
- 3月10日：～8h 2P/Encke 彗星過近日點。
- 3月11日：6h45m 軒轅十四合月，軒轅十四在月球北方0.8度。
- 3月12日：22h54m 望。
- 3月13日：
- 3月14日：矩尺座γ流星雨極大期(ZHR~6)。
- 3月15日：4h6m 木星合月，木星在月球南方2.46度。6h58m 角宿一合月，角宿一在月球南方6.4度。10h31m 智神星合。
- 3月16日：
- 3月17日：7h0m 水星合金星，水星在金星南方10度。
- 3月18日：
- 3月19日：1h25m 月球過遠地點，月球距離地球404,650公里。4h10m 心宿二合月，心宿二在月球南方10度。
- 3月20日：18h29m 春分。18h30m 土星合月，土星在月球南方3.4度。23h58m 下弦。
- 3月21日：22h52m 婚神星合月，婚神星在月球北方8.7度。
- 3月22日：14h17m 冥王星合月，冥王星在月球南方2.7度。
- 3月23日：
- 3月24日：
- 3月25日：18h17m 金星內合。
- 3月26日：16h23m 海王星合月，海王星在月球北方1.0度。
- 3月27日：14h1m 天王星合水星，天王星在水星南方2.4度。20h7m 智神星合月，智神星在月球北方0.7度。20h41m 金星合月，金星在月球北方11度。
- 3月28日：10h57m 朔。
- 3月29日：11h3m 天王星合月，天王星在月球北方3.6度。15h16m 水星合月，水星在月球北方6.6度。
- 3月30日：20h32m 月球過近地點，月球距離地球363,854公里。21h3m火 星合月，火星在月球北方5.5度。
- 3月31日：4h25m 穀神星合月，穀神星在月球北方2.3度。

### 3月行星動態
- 水星：由寶瓶座到雙魚座，順行。7 日外合。上旬於日沒時在西南方 3°，約 18 時沒，下旬於日沒時在西南方 12°，約 19 時沒。視亮度由-1.8等降至-1.2 等，視直徑由5.1"增至5.7"。
- 金星：在雙魚座，順行。2 日留之後逆行，25 日內合。上旬於日沒西方 20°，約 19.5 時沒。下旬於日沒在西方 5°，約 18.5 時沒。視亮度由-4.6降至-4.1 等，視直徑由54.0"增至58.9"。
- 火星：由雙魚座到白羊座，順行。上旬於日沒在西南方 40°，約 21 時沒。下旬於日沒在西南方35°，約 21 時沒。視亮度 1.4 等，視直徑由 4.5"減至4.3"。
- 木星：在室女座，逆行。上旬於日出在南方 20°，約 20 時升。下旬於日出在南方 15°，約 19.5時升。視亮度-2.4 等，視直徑由43.0"增至43.7"。
- 土星：在人馬座，順行。上旬日出在南方 40°，約 1 時升。下旬日出在南方 40°，約 0.5 時升。視亮度 0.5 等，視直徑由16.4"增至16.7"。
- 天王星：在雙魚座，順行。上旬於日沒在西南方 30°，約 20 時沒。下旬於日沒在西南方 20°，約19.5 時沒。視亮度 5.9 等，視直徑3.4" 。
- 海王星：在寶瓶座，順行。2 日合。上旬不可見；下旬於日出時在東南方。視亮度 8.0 等，視直徑2.2"。

## 4月

### 4月天象
- 4月1日：17h13m 畢宿五合月，畢宿五在月球南方0.3度。18h18m 月掩畢宿五、金牛座θ1。水星東大距(日距角19度，視亮度-0.1等)
- 4月2日：
- 4月3日：
- 4月4日：2h39m 上弦。20h02m 灶神星合月，灶神星在月球北方7.9度。21h51m 北河三合月，北河三在月球北方10.0度。

22h17m 清明。
- 4月5日：
- 4月6日：土星留。
- 4月7日：12h56m 軒轅十四合月，軒轅十四在月球北方0.7度。
- 4月8日：5h39m 木星衝(視亮度-2.5 等)。
- 4月9日：
- 4月10日：水星留。
- 4月11日：5h22m 木星合月，木星在月球南方2.2度。14h08m 望。14h28m 角宿一合月，角宿一在月球南方6.4度。
- 4月12日：
- 4月13日：金星留。
- 4月14日：～5h 彗星 41P/Tuttle-Giacobini-Kresak 過近日點。13h30m 天王星合。
- 4月15日：11h39m 心宿二合月，心宿二在月球南方9.7度。18h05m 月球過遠地點，月地距離 405,475公里。
- 4月16日：
- 4月17日：2h19m 土星合月，土星在月球南方3.2度。
- 4月18日：14h51m 婚神星合月，婚神星在月球北方11度。22h41m 冥王星合月，冥王星在月球南方2.6度。
- 4月19日：17h57m 下弦。
- 4月20日：5h27m 穀雨。13h54m 水星內合。
- 4月21日：冥王星留。
- 4月22日：～20h 天琴座流星雨極大期(ZHR~18)。
- 4月23日：3h49m 海王星合月，海王星在月球北方0.2度。
- 4月24日：1h59m 金星合月，金星在月球北方5.2度。～1h	船尾座π流星雨極大期(ZHR～Var.)。
- 4月25日：0h09m 智神星合月，智神星在月球南方0.8度。23h52m 天王星合月，天王星在月球北方3.7度。
- 4月26日：1h57m 水星合月，水星在月球北方4.5度。20h16m 朔。
- 4月27日：
- 4月28日：0h15m 月球過近地點，月地距離359,327公里。7h28m 穀神星合月，穀神星在月球北方3.2度。15h30m 火星合月，火星在月球北方5.8度。
- 4月29日：1h42m 畢宿五合月，畢宿五在月球南方0.5度。2h01m 天王星合水星，天王星在水星北方0.2度。
- 4月30日：

### 4月行星動態
- 水星：由雙魚座到白羊座在回到雙魚座。順行，1日東大距，10日留後逆行，20日內合。上旬於日沒時在西南方高12°，約19時沒，下旬約18時沒，不可見。視亮度2.3~4.3等，視直徑由10.0"增至11.8"。
- 金星：在雙魚座，逆行，13 日留後順行。上旬於約4時升，日出時在東方約10°高。下旬約3.5時升，日出時在東方約20°高。視亮度由-4.6升至-4.7 等，視直徑由52.0"減至44.6"。
- 火星：由白羊座到金牛座，順行。日沒時在西南方約30°度高，約20.5時沒。視亮度由1.4等降至1.6 等，視直徑由 4.1"減至4.0"。
- 木星：在室女座，逆行，8 日衝。上旬約18.5時東升，下旬約於17時東升，日沒在東南方約10°高。全月幾乎整夜可見。視亮度由-2.5等降至-2.4 等，視直徑由44.2"減至44.0"。
- 土星：在人馬座，順行，6 日留後逆行。上旬約23 時東升，日出時在南方，高度約40°。下旬約22.5時東升，日出時在南方 35°高。視亮度由0.4等昇至0.3 等，視直徑由17.3"增至17.6"。
- 天王星：在雙魚座，順行，14 日合。上旬於日沒在西南方約5°高，約18.5時沒。下旬不可見。視亮度5.9等，視直徑3.4"。
- 海王星：在寶瓶座，順行。上旬約4時東升，日出時在東南方約25°高。下旬約3時東升，日出在東南方約30°度高。視亮度7.9 等，視直徑2.2"。

## 5月

### 5月天象
- 5月1日：
- 5月2日：3h55m 北河三合月，北河三在月球北方9.8度。14h32m 灶神星合月，灶神星在月球北方7.2度。水星留。
- 5月3日：10h47m 上弦。
- 5月4日：18h14m 軒轅十四合月，軒轅十四在月球北方0.5度。
- 5月5日：15h31m 立夏。
- 5月6日：～10h 寶瓶座η流星雨極大期（ZHR～50）。
- 5月7日：15h04m 畢宿五合火星，畢宿五在火星南方6.2度。21h41m 月掩室女座γ始，23h03m終（因視差各地時間略有差異）。
- 5月8日：5h26m 木星合月，木星在月球南方2.1度。7h01m 天王星合水星，天王星在水星北方2.2度。20h37m 角宿一合月，角宿一在月球南方6.4度。
- 5月9日：天琴座η流星雨極大期（ZHR~3）。
- 5月10日：
- 5月11日：5h42m 望。
- 5月12日：18h14m 心宿二合月，心宿二在月球南方9.6度。
- 5月13日：3h51m 月球過遠地點，月地距離406210公里。
- 5月14日：6h47m 土星合月，土星在月球南方3.1度。
- 5月15日：23h9m 婚神星合月，婚神星在月球北方13.0度。
- 5月16日：5h04m 冥王星合月，冥王星在月球南方2.4度。
- 5月17日：
- 5月18日：7h24m 水星西大距（日距角25.8度，視亮度0.4等）。
- 5月19日：8h33m 下弦。
- 5月20日：13h31m 海王星合月，海王星在月球北方0.5度。
- 5月21日：4h31m 小滿。
- 5月22日：20h31m 金星合月，金星在月球北方2.4度。
- 5月23日：3h41m 智神星合月，智神星在月球南方2.8度。12h40m 天王星合月，天王星在月球北方3.9度。
- 5月24日：9h19m	水星合月，水星在月球北 1.61 度
- 5月25日：
- 5月26日：3h44m 朔。9h21m 月球過近地點，月地距離357207公里。12h05m 畢宿五合月，畢宿五在月球南方0.6度。12h35m 穀神星合月，穀神星在月球北方3.9度。
- 5月27日：9h57m 火星合月，火星在月球北方5.4度。
- 5月28日：
- 5月29日：12h8m 北河三合月，北河三在月球北方10.0度。
- 5月30日：15h9m 灶神星合月，灶神星在月球北方6.3度。
- 5月31日：

## 6月

### 6月天象
- 6月1日：0h33m 軒轅十四合月，軒轅十四在月球北方0.3度。20h42m 上弦。
- 6月2日：23h01m 天王星合金星，天王星在金星北方1.8度
- 6月3日：20h30m 金星西大距（日距角45.9度，視亮度-4.4等）。
- 6月4日：7h59m 木星合月，木星在月球南方2.3度。
- 6月5日：2h11m 角宿一合月，角宿一在月球南方6.6度。19h37m 芒種。
- 6月6日：8h16m 穀神星合月。月掩室女座γ。
- 6月7日：
- 6月8日：
- 6月9日：0h16m 心宿二合月，心宿二在月球南方9.6度。6h21m 月球過遠地點，地月距離406401公里。21h10m 望，今年最小滿月（地心觀點視直徑29'38”）。
- 6月10日：9h05m 土星合月，土星在月球南方3.1度。木星留。
- 6月11日：23h23m 婚神星合月，婚神星在月球北方14度。
- 6月12日：10h00m 冥王星合月，冥王星在月球南方2.3度。～15h C/2015 V2 (Johnson)彗星過近日點。19h04m 畢宿五合水星，畢宿五在水星南方5.1度。
- 6月13日：
- 6月14日：
- 6月15日：18h18m 土星衝（視亮度0等）。
- 6月16日：20h39m 海王星合月，海王星在月球北方0.7度。
- 6月17日：19h33m 下弦。海王星留。
- 6月18日：
- 6月19日：23h35m 天王星合月，天王星在月球北方4.1度。
- 6月20日：5h26m 智神星合月，智神星在月球南方5.5度。
- 6月21日：5h12m 金星合月，金星在月球北方2.4度。12h24m 夏至。22h14m 水星外合。
- 6月22日：22h45m 畢宿五合月，畢宿五在月球南方0.5度。
- 6月23日：18h27m 穀神星合月，穀神星在月球北方4.4度。18h52m 月球過近地點，地月距離357937公里。
- 6月24日：10h31m 朔。16h42m	水星合月，水星在月球北方5.3度。
- 6月25日：3h53m 火星合月，火星在月球北方4.4度。22h11m 北河三合月，北河三在月球北方9.4度。
- 6月26日：
- 6月27日：～17h 6月牧夫座流星雨極大期（ZHR~Var.）。19h55m 灶神星合月，灶神星在月球北方5.2度。
- 6月28日：8h49m 軒轅十四合月，軒轅十四在月球北方0.1度。～21h 月掩獅子座ρ。
- 6月29日：2h07m 火星合水星，火星在水星南方0.8度。～18h 月掩獅子座σ。
- 6月30日：

## 7月

### 7月天象
- 7月1日：8h51m 上弦。15h29m	木星合月，木星在月球南方2.7度。
- 7月2日：8h22m 角宿一合月，角宿一在月球南方6.8度。21h12m 婚神星衝（視亮度9.8等）。
- 7月3日：8h07m 北河三合水星，北河三在水星北方4.9度。
- 7月4日：4h11m 地球過遠日點，日地距離1.016675368AU。
- 7月5日：
- 7月6日：6h24m 心宿二合月，心宿二在月球南方9.7度。12h28m 月球過遠地點，月地距離405,934公里。
- 7月7日：5h51m 小暑。11h13m 土星合月，土星在月球南方3.2度。
- 7月8日：18h54m 婚神星合月，婚神星在月球北方14.2度。
- 7月9日：12h7m 望。14h42m 冥王星合月，冥王星在月球南方2.3度。
- 7月10日：12h35m 冥王星衝（視亮度14.2等）。
- 7月11日：
- 7月12日：7h7m 北河三合火星，北河三在火星北方5.7度。
- 7月13日：海王星合月,海王星位於月球左偏上
- 7月14日:19h04m 畢宿五合金星，畢宿五在金星南方3.2度。
- 7月15日：
- 7月16日：
- 7月17日：3h26m 下弦。7h38m 天王星合月，天王星在月球北方4.3度。
- 7月18日：4h11m 智神星合月，智神星在月球南方9.4度。
- 7月19日：月掩鯨魚座μ（～4h03m 掩入，～4h27m 復出）。
- 7月20日：8h01m 畢宿五合月，畢宿五在月球南方0.4度。19h12m 金星合月，金星在月球北方2.7度。月掩畢宿五、金牛座θl、θ2。
- 7月21日：23h55m 穀神星合月，穀神星在月球北方4.7度。
- 7月22日：1h12m 月球過近地點，月地距離361,236公里。23h15m 大暑。
- 7月23日：8h38m 北河三合月，北河三在月球北方9.4度。17h46m 朔。20h53m 火星合月，火星在月球北方3.1度。
- 7月24日：
- 7月25日：16h48m 水星合月，水星在月球南方0.9度。18h37m 軒轅十四合月，軒轅十四在月球南方0.1度。
- 7月26日：3h15m 灶神星合月，灶神星在月球北方4.0度。17h10m 軒轅十四合水星，軒轅十四在水星北方1.1度。
- 7月27日：8h57m 火星合日。。
- 7月28日：南魚座流星雨極大期（ZHR～5）。
- 7月29日：4h16m 木星合月，木星在月球南方3.1度。15h56m 角宿一合月，角宿一在月球南方7.0度。
- 7月30日：12h39m 水星東大距（日距角27.2度，視亮度0.3等）。23h23m 上弦。寶瓶座δ南流星雨極大期（ZHR～25）。

摩羯座α流星雨極大期（ZHR～5）。
- 7月31日：

## 8月

### 8月天象
- 8月1日：
- 8月2日：13h14m 心宿二合月，心宿二在月球南方9.8度。
- 8月3日：1h55m 月球過遠地點，月地距離405,025公里。15h11m 土星合月，土星在月球南方3.5度。天王星留。
- 8月4日：16h26m 婚神星合月，婚神星在月球北方12.3度。
- 8月5日：20h15m 冥王星合月，冥王星在月球南方2.4度。
- 8月6日：
- 8月7日：15h40m 立秋。
- 8月8日：2h11m 望，月偏食（臺灣可見）。
- 8月9日：
- 8月10日：6h37m 海王星合月，海王星在月球北方0.9度。
- 8月11日：
- 8月12日：英仙座流星雨極大期（ZHR～150）。水星留。
- 8月13日：13h17m 天王星合月，天王星在月球北方4.4度。
- 8月14日：22h40m 智神星合月，智神星在月球南方15.0度。
- 8月15日：9h15m 下弦。
- 8月16日：15h4m 畢宿五合月，畢宿五在月球南方0.4度。
- 8月17日：天鵝座κ流星雨極大期（ZHR～3）。
- 8月18日：21h18m 月球過近地點，月地距離366,121公里。
- 8月19日：3h58m 穀神星合月，穀神星在月球北方4.9度。12h44m 金星合月，金星在月球北方2.3度。17h50m 北河三合月，北河三在月球北方9.4度。
- 8月20日：
- 8月21日：12h47m 火星合月，火星在月球北方1.6度。
- 8月22日：2h30m 朔（日全食，臺灣不可見）。3h07m 北河三合金星，北河三在金星北方7.3度。4h29m 軒轅十四合月，軒轅十四在月球南方0.1度。13h57m 水星合月，水星在月球南方6.2度。
- 8月23日：6h20m 處暑。12h01m 灶神星合月，灶神星在月球北方2.9度。
- 8月24日：
- 8月25日：21h1m 木星合月，木星在月球南方3.5度。土星留。
- 8月26日：0h42m 角宿一合月，角宿一在月球南方7.0度。婚神星留。
- 8月27日：4h42m 水星內合。
- 8月28日：月掩天秤座γ（～19h10m 掠掩）。
- 8月29日：16h13m 上弦。17h10m 軒轅十四合水星，軒轅十四在水星北方4.4度。20h55m 心宿二合月，心宿二在月球南方9.8度。
- 8月30日：19h25m 月球過遠地點，月地距離404,308公里。22h4m 土星合月，土星在月球南方3.6度。
- 8月31日：21h33m 婚神星合月，婚神星在月球北方9.7度。

## 9月

### 9月天象
- 9月1日：
- 9月2日：水星合火星
- 9月3日：
- 9月4日：
- 9月5日：海王星衝。
- 9月6日：
- 9月7日：
- 9月8日：
- 9月9日：
- 9月10日：
- 9月11日：
- 9月12日：水星西大距
- 9月13日：
- 9月14日：
- 9月15日：
- 9月16日：
- 9月17日：
- 9月18日：
- 9月19日：
- 9月20日：
- 9月21日：
- 9月22日：木星合月
- 9月23日：
- 9月24日：
- 9月25日：
- 9月26日：
- 9月27日：
- 9月28日：
- 9月29日：
- 9月30日：

## 10月

### 10月天象
- 10月1日：
- 10月2日：
- 10月3日：
- 10月4日：
- 10月5日：
- 10月6日：
- 10月7日：
- 10月8日：
- 10月9日：
- 10月10日：
- 10月11日：
- 10月12日：
- 10月13日：
- 10月14日：
- 10月15日：
- 10月16日：
- 10月17日：
- 10月18日：
- 10月19日：
- 10月20日：天王星衝。
- 10月21日：
- 10月22日：
- 10月23日：
- 10月24日：
- 10月25日：
- 10月26日：
- 10月27日：
- 10月28日：
- 10月29日：
- 10月30日：
- 10月31日：

## 11月

### 11月天象
- 11月1日：
- 11月2日：
- 11月3日：
- 11月4日：
- 11月5日：
- 11月6日：
- 11月7日：
- 11月8日：
- 11月9日：
- 11月10日：
- 11月11日：
- 11月12日：
- 11月13日：
- 11月14日：
- 11月15日：
- 11月16日：
- 11月17日：
- 11月18日：
- 11月19日：
- 11月20日：
- 11月21日：
- 11月22日：
- 11月23日：
- 11月24日：
- 11月25日：
- 11月26日：
- 11月27日：
- 11月28日：
- 11月29日：
- 11月30日：

## 12月

### 12月天象
- 12月1日：
- 12月2日：
- 12月3日：
- 12月4日：
- 12月5日：
- 12月6日：
- 12月7日：
- 12月8日：
- 12月9日：
- 12月10日：
- 12月11日：
- 12月12日：
- 12月13日：
- 12月14日：
- 12月15日：
- 12月16日：
- 12月17日：
- 12月18日：
- 12月19日：
- 12月20日：
- 12月21日：
- 12月22日：
- 12月23日：
- 12月24日：
- 12月25日：
- 12月26日：
- 12月27日：
- 12月28日：
- 12月29日：
- 12月30日：
- 12月31日：